# Federació Tipogràfica Espanyola
Federació Tipogràfica Espanyola fou una organització sindical creada per militant socialistes a Barcelona el 1882. Tenia el principal suport en l'Asociación del Arte de Imprimir de Madrid, dirigida per Antonio García Quejido i Pablo Iglesias, que aplegava 1.041 afiliats dels 2.400 representats en el congrés constituent. El Comitè central de la Federació s'ubicà a Barcelona i nomenà president a Manuel Fernández.
Celebrà el segon congrés el 1884 a València, on es va decidir que el Comitè es traslladés a Madrid i fou elegit president Pablo Iglesias Posse. El tercer es va celebrar el 1886 a Saragossa, i fou secretari del Comitè Antonio García Quejido. Aquesta federació fou la representació més nombrosa en el congrés fundacional de la UGT celebrat a Barcelona el 1888.